# A Connecticut Yankee in King Arthur’s Court (album)
A Connecticut Yankee in King Arthur’s Court (pełny tytuł: Songs from Mark Twain’s A Connecticut Yankee in King Arthur’s Court) – album studyjny Binga Crosby’ego i innych gwiazd Paramount Pictures zawierający piosenki wykonane w filmie Jankes na dworze króla Artura (ang. A Connecticut Yankee in King Arthur’s Court).

## Lista utworów
Wszystkie piosenki zostały napisane przez Jimmy'ego Van Heusena i Johnny'ego Burke'a.
Te nowo wydane utwory znalazły się na 3-płytowym albumie o prędkości 78 obr./min, Decca Album A-699.
płyta 1
płyta 2
| 1. | „Busy Doing Nothing”               | 3:02  |
|    |                                    |       |
| 2. | „Twixt Myself and Me” (Murvyn Vye) | 3:00  |
|    |                                    |       |
|    |                                    | 06:02 |
|    |                                    |       |
płyta 3
| 1. | „Once and for Always” (z Rhondą Fleming) | 3:09  |
|    |                                          |       |
| 2. | „When Is Sometime” (z Rhondą Fleming)    | 3:05  |
|    |                                          |       |
|    |                                          | 06:14 |
|    |                                          |       |